# Suchy Wierch (Giewont)
Suchy Wierch (1539 m) – szczyt reglowy w polskich Tatrach Zachodnich, wznoszący się w grzbiecie oddzielającym Dolinę Strążyską na zachodzie od Doliny Białego na wschodzie. W grzbiecie tym znajduje się pomiędzy Niżnią Suchą Przełęczą (1508 m) i Czerwoną Przełęczą (1301 m). We wschodnich jego stokach brak jakichkolwiek grzbietów czy grzęd, natomiast w zachodnim kierunku od jego wierzchołka odchodzi Koński Grzbiet oddzielający Jeleni Żleb (po południowej stronie) od Sarniego Żlebu (po północnej stronie).
Partie szczytowe to bezleśny, miejscami porośnięty kosodrzewiną, postrzępiony grzebień skalny. Na południe opada on stromo do grani ze skalnymi turniczkami zwanymi Klasztory. Grzbiet biegnący od wierzchołka na północ, ku Czerwonej Przełęczy, jest w przeważającej części szeroki i zalesiony. Na Suchy Wierch nie prowadzą żadne szlaki turystyczne, nie znajduje się on również na obszarze udostępnionym dla uprawiania taternictwa. W całym jego masywie nie ma też żadnych ścieżek, a przejście jest trudne z powodu gęstych lasów, wiatrołomów, bujnej kosodrzewiny i niespodziewanie występujących trudności skalnych. W niektórych miejscach masywu zachowały się jeszcze rzadko spotykane zbiorowiska roślinne. Bardzo dawno temu istniał czerwono znakowany szlak z Suchego Wierchu na Wielką Rówień, nie ma jednak już po nim żadnego śladu.
Z rzadkich w Polsce gatunków roślin potwierdzono na Suchym Wierchu występowanie jarząba nieszpułkowego i storczyka drobnokwiatowego.

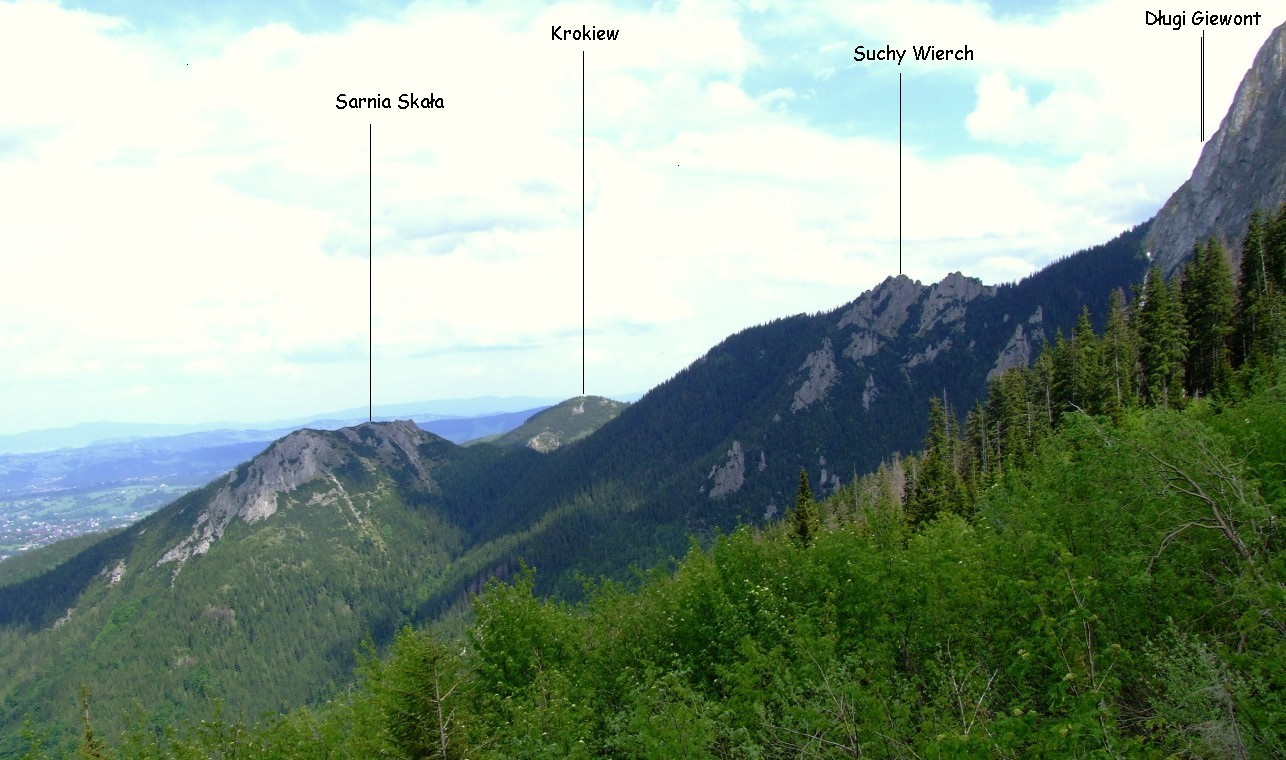
Widok z Grzybowca